# Earthworks
Earthworks (Bill Bruford's Earthworks) — британский музыкальный коллектив, исполнявший инструментальную музыку в стиле джаз-фьюжн, созданный  Биллом Бруфордом, бывшим ударником групп Yes и King Crimson, в 1986 году. 
Группа с переменной активностью существовала в период с 1986 по 2009 год и выпустила несколько альбомов на лейблах Editions EG, Discipline Global Mobile и Summerfold Record.

## Дискография

### Студийные альбомы
- Earthworks (1987)
- Dig? (1989)
- All Heaven Broke Loose (1991)
- A Part, and Yet Apart (1999)
- The Sound of Surprise (2001)
- From Concept to Birth (from 2019 box set, 17 short tracks showing the process from demo to master) [2]

### Концертные альбомы (CD и DVD)
- Stamping Ground: live in 1992, various venues (1994)
- Footloose and Fancy-Free live at PizzaExpress Jazz Club, London, June 2001 (2002) [3][2]
- Footloose in NYC (DVD) live at the Bottom Line NYC, May 2001 (2019 box set version adds 2CD audio set) (2002) [4]
- Random Acts of Happiness live at Yoshi's, Oakland CA, May 2003 (2004) (featuring Tim Garland) [5]
- Earthworks in Santiago, Chile September 2002 (2019 box set version includes 1CD, 1DVD) [2]
- Live at the Schauburg Bremen 1987 (2022)

### Сборники
- Heavenly Bodies (compilation) (1997) (2019 box set includes expanded 2CD edition)
- Video Anthology Vol. 1 2000's (2019 box set includes live 2CD) (2007) [6][2]
- Video Anthology Vol. 2 1990's (2019 box set includes live 2CD) (2007) [7][2]
- Earthworks Complete (2019 box set 20 cd, 15 titles on 20CD, 4DVD) [2]

### А также
- Earthworks Underground Orchestra (as Bruford/Garland) (2006)

## Участники группы
- Bill Bruford – акустические и электронные ударные, перкуссия (1986–2008)
- Iain Ballamy – саксофоны (1986–1993)
- Django Bates – фортепиано, клавишные, альт, труба (1986–1993)
- Mick Hutton – контрабас (1986–1988)
- Tim Harries – контрабас, бас-гитара (1988–1993)
- Steve Hamilton – фортепиано, клавишные (1997–2004)
- Patrick Clahar – саксофоны (1997–2001)
- Geoff Gascoigne – контрабас (1997–1998)
- Mark Hodgson – контрабас (1998–2005)
- Gwilym Simcock – фортепиано, клавишные (2004–2008)
- Tim Garland – саксофоны, кларнет, бас-кларнет, флейта (2001–2008)
- Laurence Cottle – бас-гитара (2005–2008)